# Перевал Варденяц
Перевал Варденяц (арм. Վարդենյաց լեռնանցք Vardenyacʻ leṙnancʻkʻ, ранее Айоцдзорский перевал (арм. Հայոցձորի լեռնանցք), Селимский перевал (арм. Սելիմի լեռնանցք) — горный перевал в Армении, на Варденисском хребте, в западной его части,  соединяющий котловину озера Севан и ущелье реки Арпа (приток Аракса). Высота перевала — 2410 м.
Перевал во многом знаменит благодаря расположению на южной его стороне одноимённого караван-сарая, также известного как иджеванатун Орбелянов — уникального памятника гражданской архитектуры средневековой Армении.

## География
Перевал Варденяц находится в западной части Варденисского хребта (северо-восточный край широкого Армянского нагорья) который замыкает с юга озёрную котловину Севана. Он соединяет между собой долину реки Аргичи (Аргичинская впадина), впадающую в озеро Севан, и ущелье реки Арпа, левого притока Аракса.
Варденисский хребет, окаймляющий Севан с юга, в отличие от соседнего Гегамского, ограждающего котловину озера с юго-запада и  довольно легко проходимого, тяжело пересекаем из-за множества обрывов (особенно с северной стороны) и ветвящихся отрогов.
Селимский перевал, расположенный на высоте 2410 м., даже несколько превышает знаменитый Крестовый перевал (2379 м.) на Военно-Грузинской дороге, пересекающий Главный Кавказский хребет.
Административно Селимский перевал располагается на границе Гегаркуникской и Вайоцдзорской областей Республики Армения. С геополитической точки зрения, он является одним из путей, ведущих из северной части современной Армении, более широкой и равнинной, в гористую и слабозаселённую южную (марзы Вайоцдзор и Сюник), представляющую собой узкую  и вытянутую полосу земли, зажатую между основной территорией Азербайджана и его экславом, Нахичеванской республикой.
В древности Кавказ являлся северо-западными воротами Великого шёлкового пути — огромной торговой сети, пролегавшей от Китая до Восточной и Центральной Европы. Тогда через перевал шёл один из альтернативных отрезков пути, известный торговый маршрут Двин—Партев, напоминанием чему служит расположенный тут же Селимский караван-сарай. Современное шоссе почти повторяет древний путь, соединявший восточно-европейские степи с арабо-персидским миром (фр. le monde arabo-persan).
Ныне через Селимский перевал проходит участок Мартуни — Гетап асфальтированной шоссейной дороги Севан—Мартуни—Ехегнадзор (армянская M10) и далее до Вайка, альтернативный вариант европейского маршрута E117 E 117, продолжающего Военно-Грузинскую дорогу до границы Ирана. Здесь редко проходят туристические маршруты, предпочитая более ровную и насыщенную инфраструкутурой дорогу от Еревана по южной границе страны.
В 2003 году участок автомобильной дороги Мартуни—Ехегнадзор был практически заново отстроен на средства Благотворительного фонда «Линси» (англ. Lincy Foundation; 1989–2011), основанного американским миллиардером армянского происхождения Кирком Керкоряном. 
Перевал Варденяц часто называют самой труднопроходимой автомобильной дорогой Армении зимой из-за частых метелей, плохой видимости, голоделицы и большого и труднопрогнозируемого количества осадков. В это время перевал практически не действует по погодным условиям. На некоторых ресурсах можно встретить информацию о том, что перевал открыт для движения только с мая по ноябрь. Новостной портал News.am констатирует, что закрытие властями перевала для проезда в связи с непогодой уже стало своего рода сложившейся «традицией», что не лишено смысла, так как случающиеся метели легко могут занести снегом автотранспорт — так, например, в марте 2013 года военным пришлось вызволять из снежного плена на перевале 31 автомобилиста. Случаются на перевале также и камнепады.
Климат перевала — континентальный, что верно для всего Варденисского хребта и Айоцдзора. Среднегодовая температура — 4°C. Самый тёплый месяц — август, средняя температура составляет 20 °C, а самый холодный — январь, со средней температурой -14 °C. Лето сухое, но прохладное, зима — не очень холодная, но многоснежная. Снег на хребтах всегда делает весну продолжительной.
Среднегодовой уровень осадков 625 миллиметров. Самый дождливый месяц — май, в среднем 84 мм. осадков, а самый засушливый — август, с 11 мм. осадков.
Так как Варденисский хребет абсолютно безлес, на склонах преобладают горные ксерофитные степи. Территория вокруг перевала занята, в основном, травянистыми сообществами. Окрестности перевала Варденяц являются всего одним из трёх мест произрастания в Армении можжевельника казацкого (лат. Juníperus sabína), включённого в местную красную книгу растений. На территории перевала также обнаружены образцы гвоздики Гроссгейма, тоже занесённой в красную книгу.
Под южным склоном перевала из родника на высоте 2240 м. начинается река Селим, правый приток Ехегиса, и течёт на юг до впадения на высоте 1300 м. в Ехегис. Протяженность реки 14 км., средний уклон 67 м/км. Вдоль Селима и мимо его истоков автодорога следует на перевал и далее в Мартуни.
Ближайшие населённые пункты — Ншхарк (заброшен) в Гегаркуникской области и Агнджадзор и Орбатех в Вайоцдзорской.

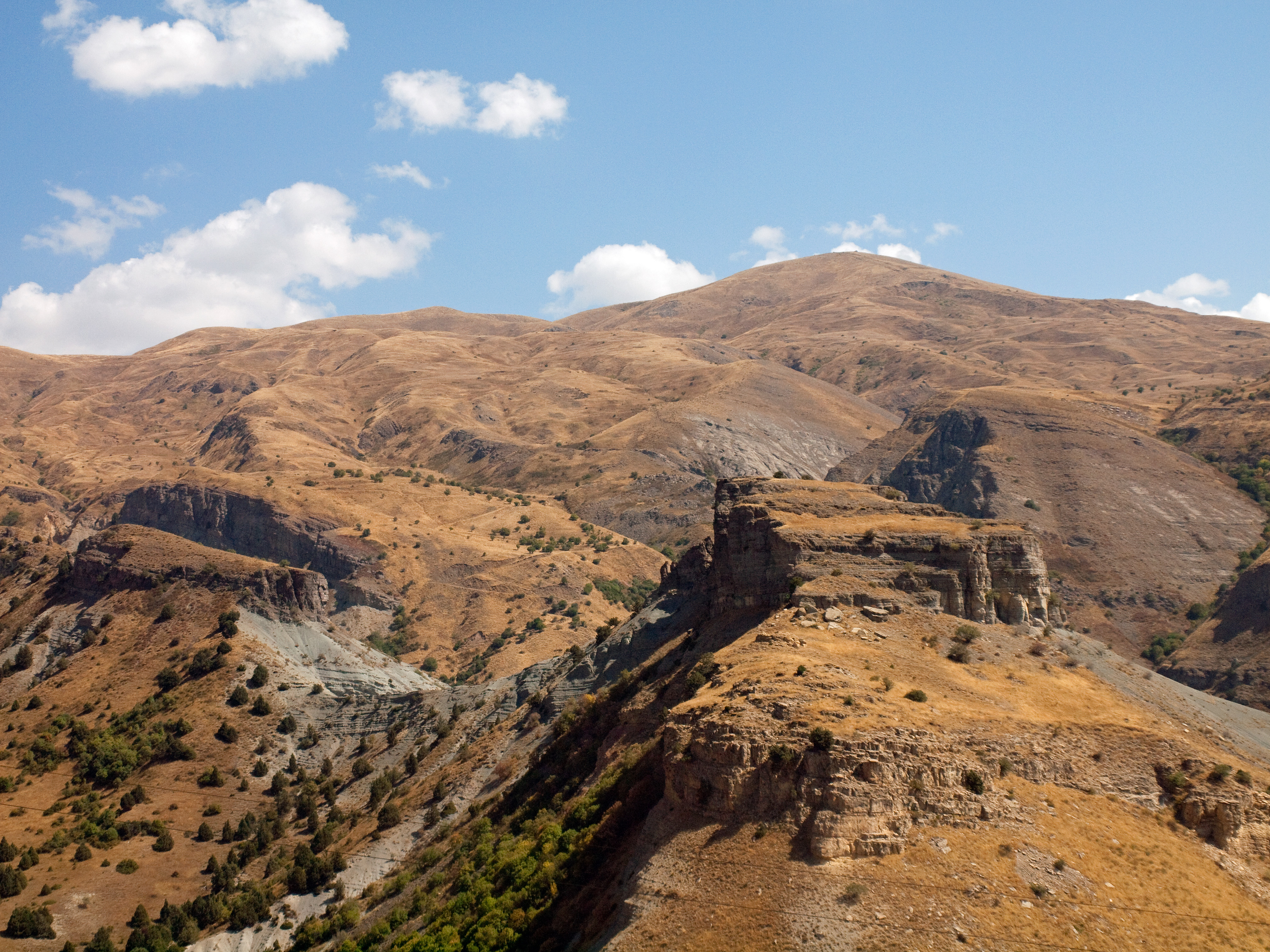
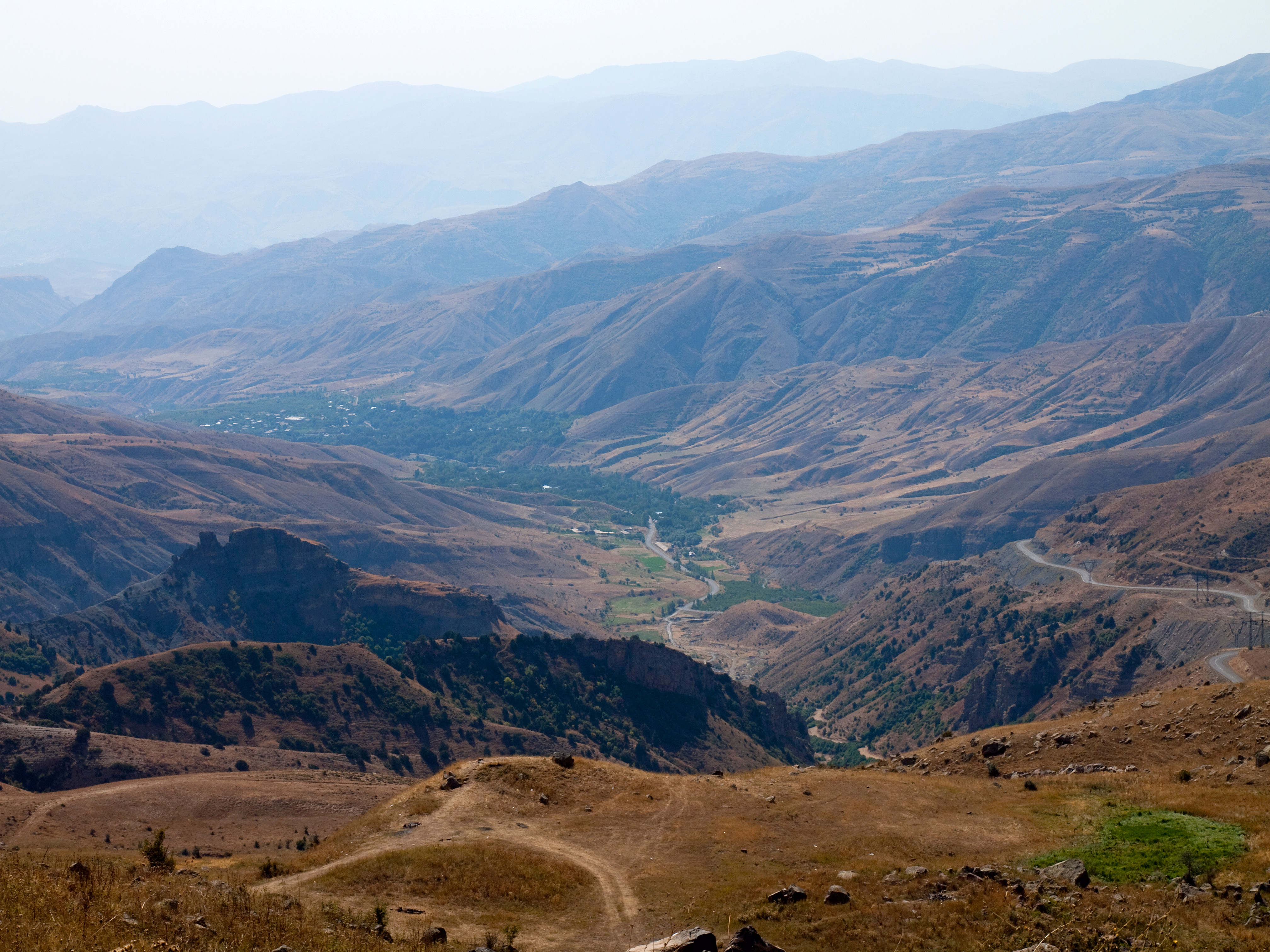
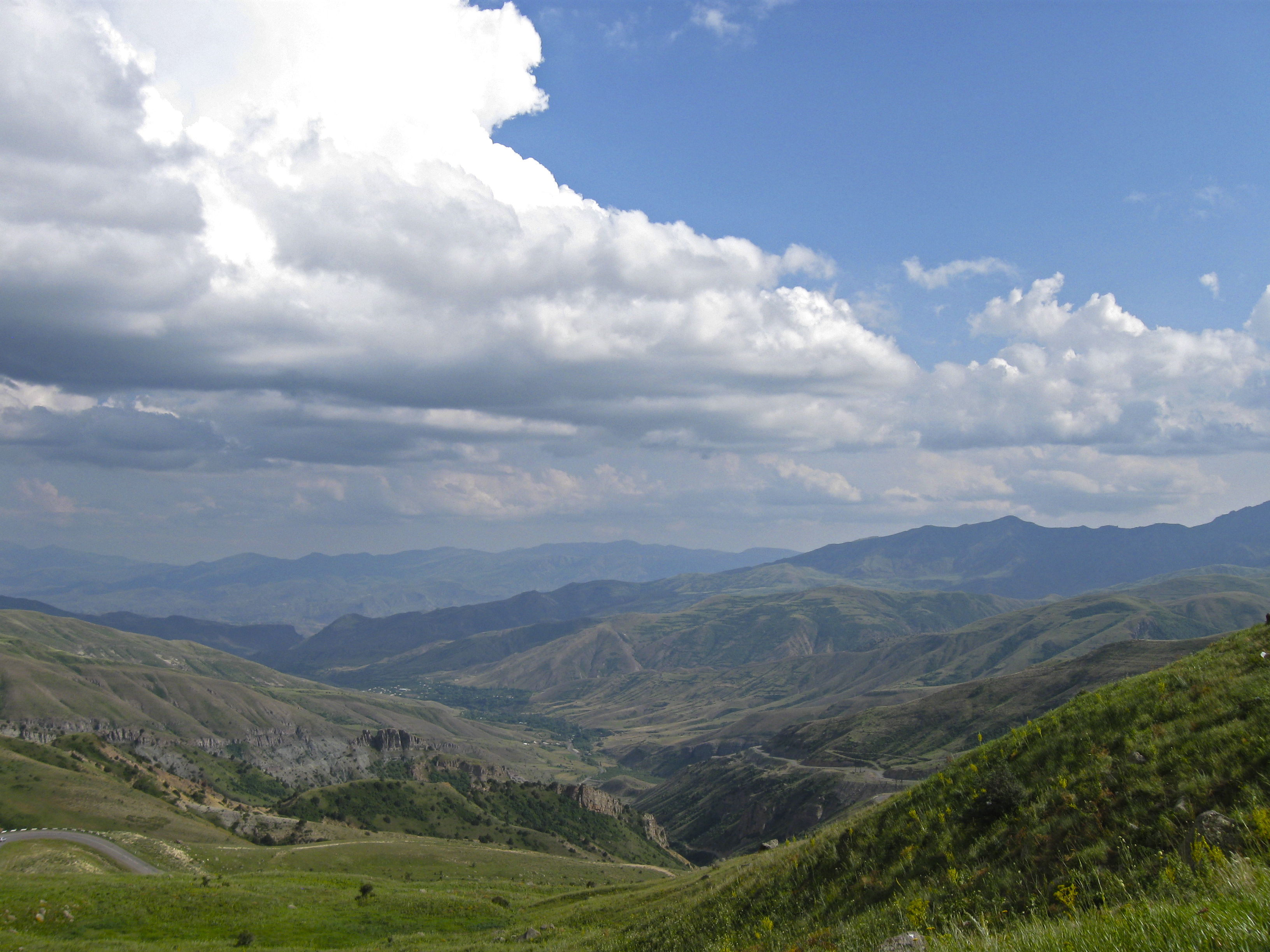
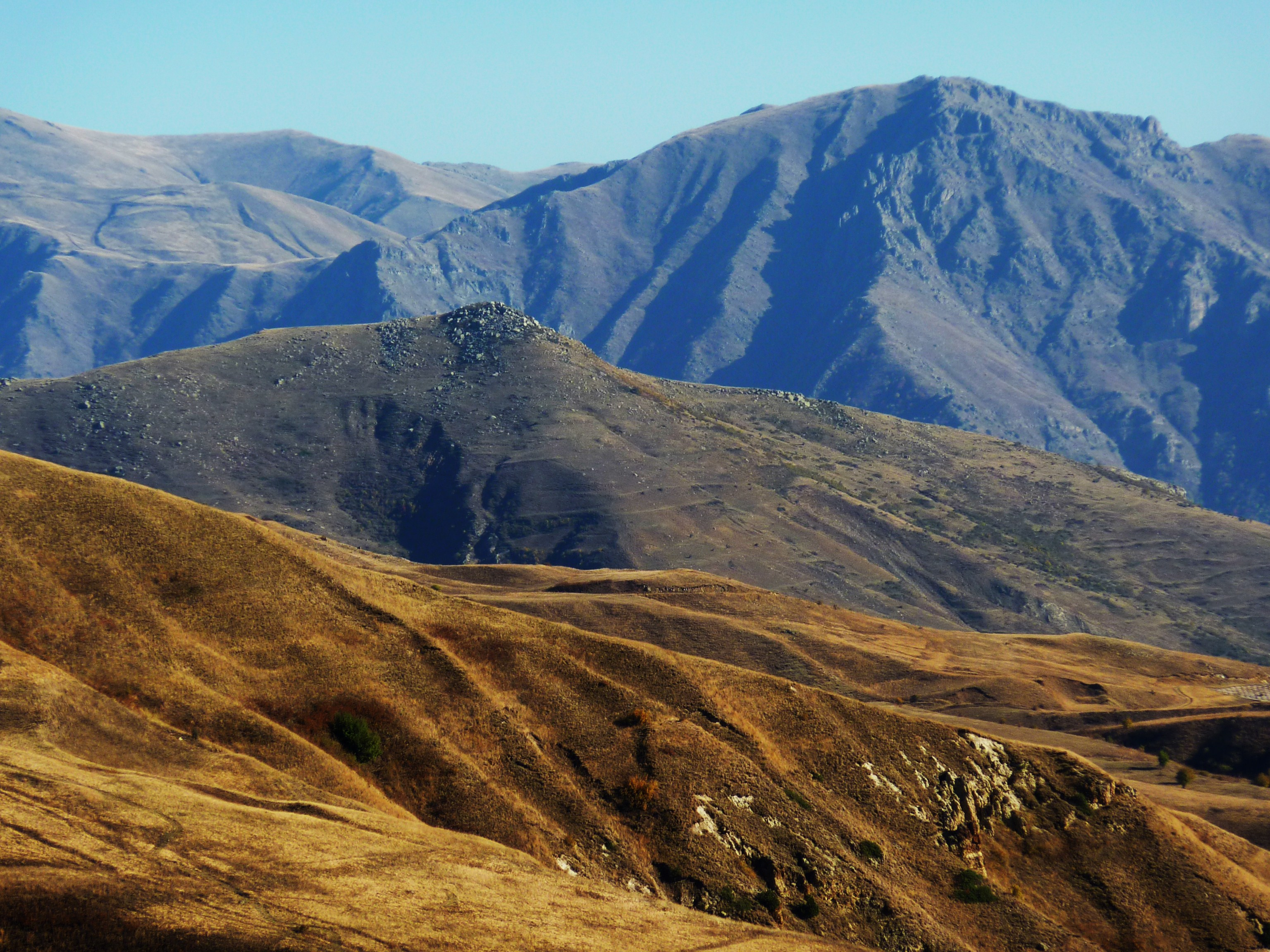

## Название
В январе 2014 года Селимский перевал по инициативе тогдашнего губернатора Вайоцдзора Эдгара Казаряна был переименован в перевал Варденяц. Это решение было объяснено тем, что «Селим не топоним, а имя человека.  Этот варвар-чужак был известен в регионе только своими злодеяниями и разрушениями. Он не достоин того, чтобы мы связывали свои живописные места и исторические памятники с его именем».
Это переименование можно считать ещё одним эпизодом взаимной топонимической войны по переименованию тюркских топонимов в Армении и армянских в Азербайждане.
Советская писательница Мариэтта Шагинян в своём «Дневнике писателя» отметила, что уже к 1950 году перевал был переименован из Селимского в Айоцдзорский.

## Достопримечательности
Среди расположенных у перевала достопримечательностей в первую очередь примечателен древний караван-сарай, известный как иджеванатун Орбелянов. Он представляет собой выполненное из базальта T-образное здание, включающее входное помещение и перпендикулярный ему главный трёхнефный зал (13 х 26 м.) с двухскатной крышей, покрытой большими каменными плитами, обработанными наподобие черепицы. Основная часть сооружения предназначена для приюта животных, в конце зала — два смежных помещения, предназначенных для ночлега людей. Особенно впечатляет вход с сотовым сводом в сельджукидском стиле на фронтоне, окружённые барельефами с изображением быка и химеры. К востоку от каравансарая сохранилась наполовину вросшая в землю просторная сводчатая часовня.
Надписи над входом зафиксировали дату постройки каравансарая (1326—1327), хотя строительство было завершено в 1332 году. Строительство заказал князь Чесар Орбелян и его братья из династии Орбелянов в правлении последнего хулагуидского ильхана Абу-Саида. В XV веке Орбеляны покинули местность и переехали в Лори и в Грузию. Разрушенный в XV—XVI веках каравансарай восстанавливался с 1956 по 1959 годы.
Также в ущелье сохранились развалины моста. В горах у перевала в середине XX века обнаружены древние петроглифы, по мнению исследователей, изображающие звёзды и луну.
Известными, но более отдалёнными от перевала местами являются: к северу от перевала — петроглифы и вишапы Аждаака и всего Гегамского хребта, потухший вулкан Армаган, крепость Бердкунк, монастыри Айраванк и Севанаванк и село Норатус с его хачкарами, последние — на западном побережье озера Севан, которое само превращено в живописный национальный парк, руины Одзаберд, монастыри Ваневанк, Котаванк и Макеняц на южном берегу озера, к югу от перевала — крепость Смбатаберд и церковь Зорац Кар, Цахац-Кар, село Шатин с дикими безоаровыми козлами и руинами Шатинванка, монастырь Спитакавор, Арени и его исторические пещеры, монастыри Танаат и Нораванк, потухний вулкан Вайоцсар, а на востоке — известный минеральными водами город Джермук с его водопадом и монастырём Гндеванк.

Каравансарай Орбелянов
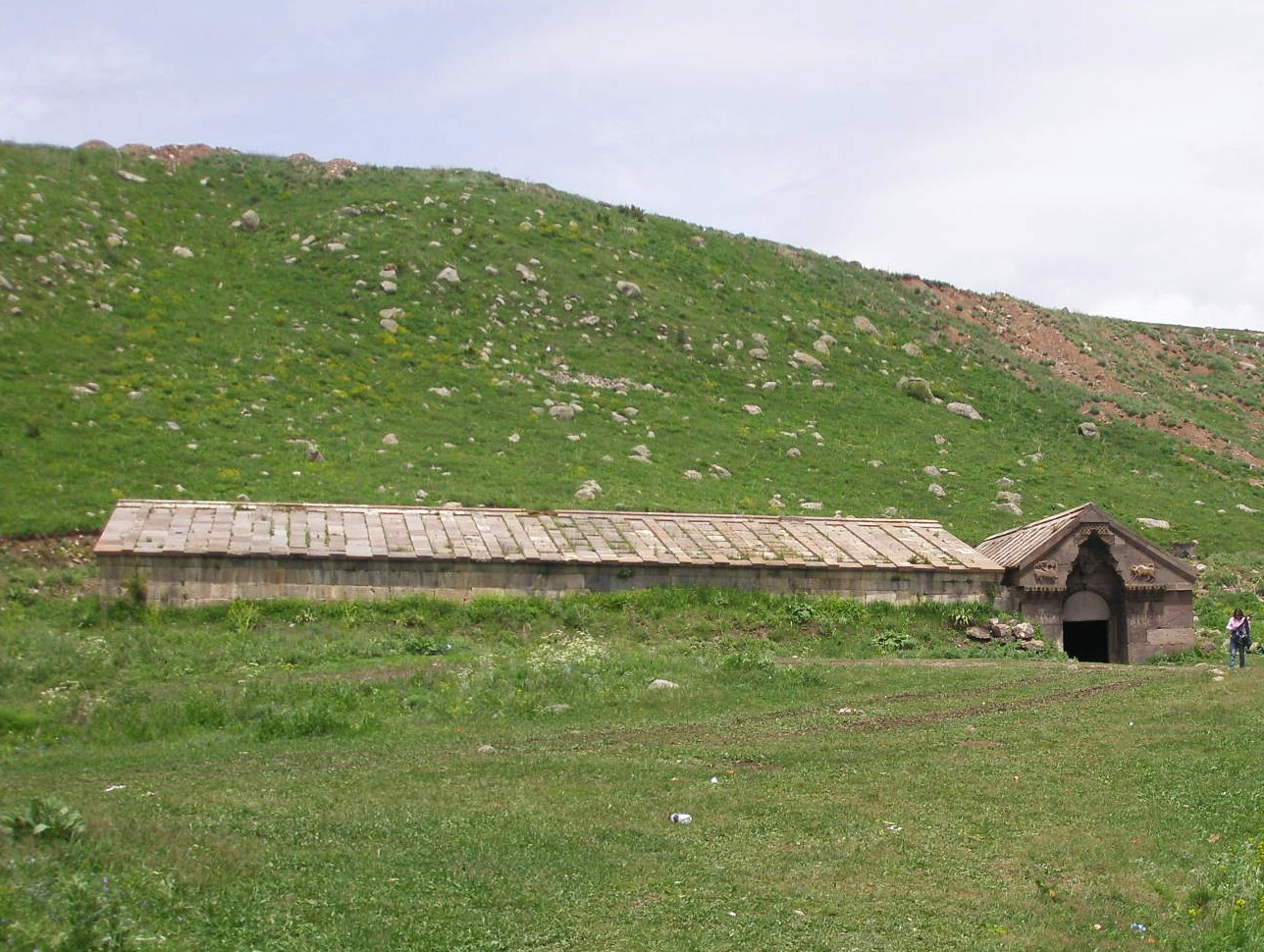
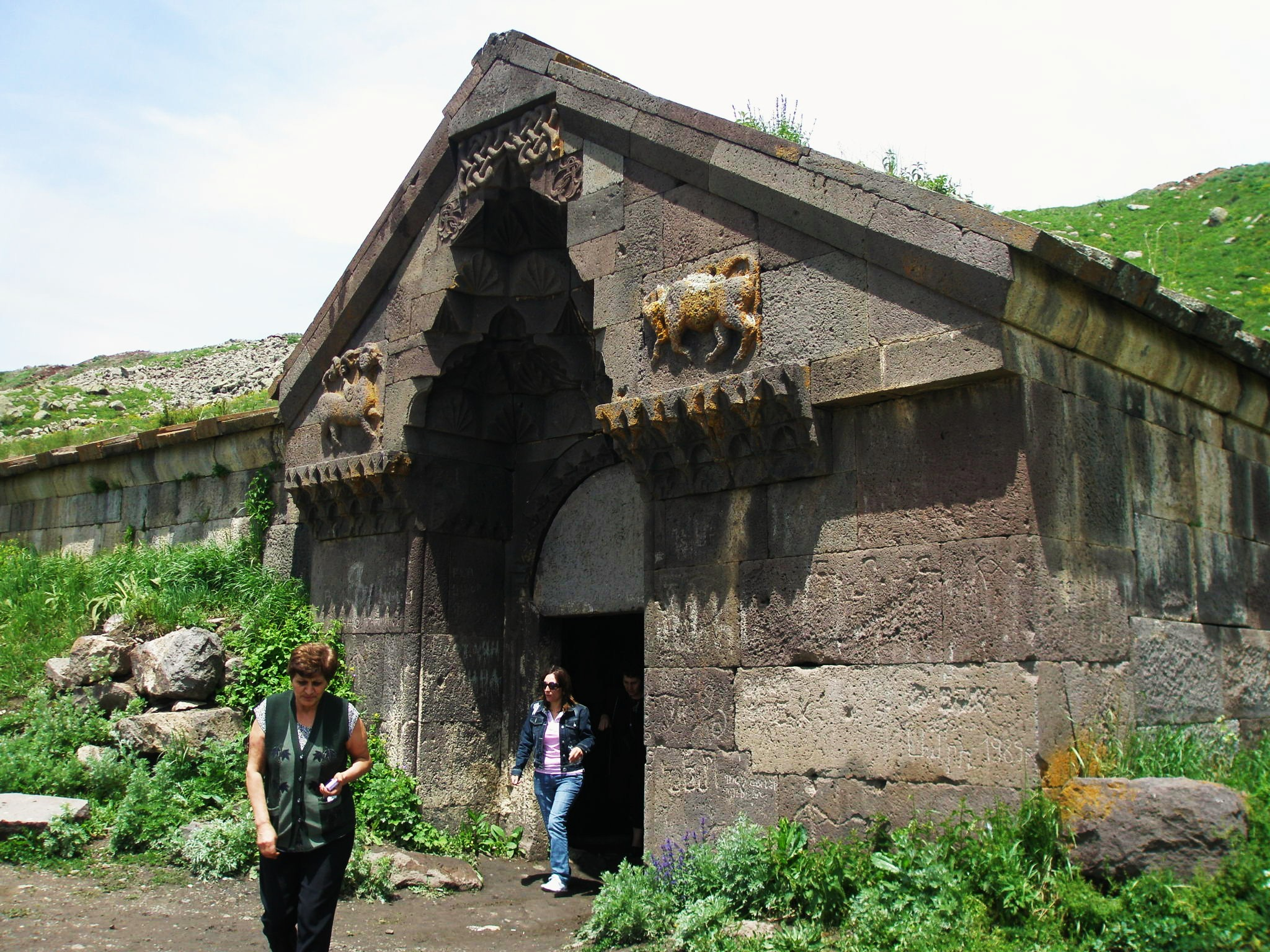
Караван-сарай. Вход
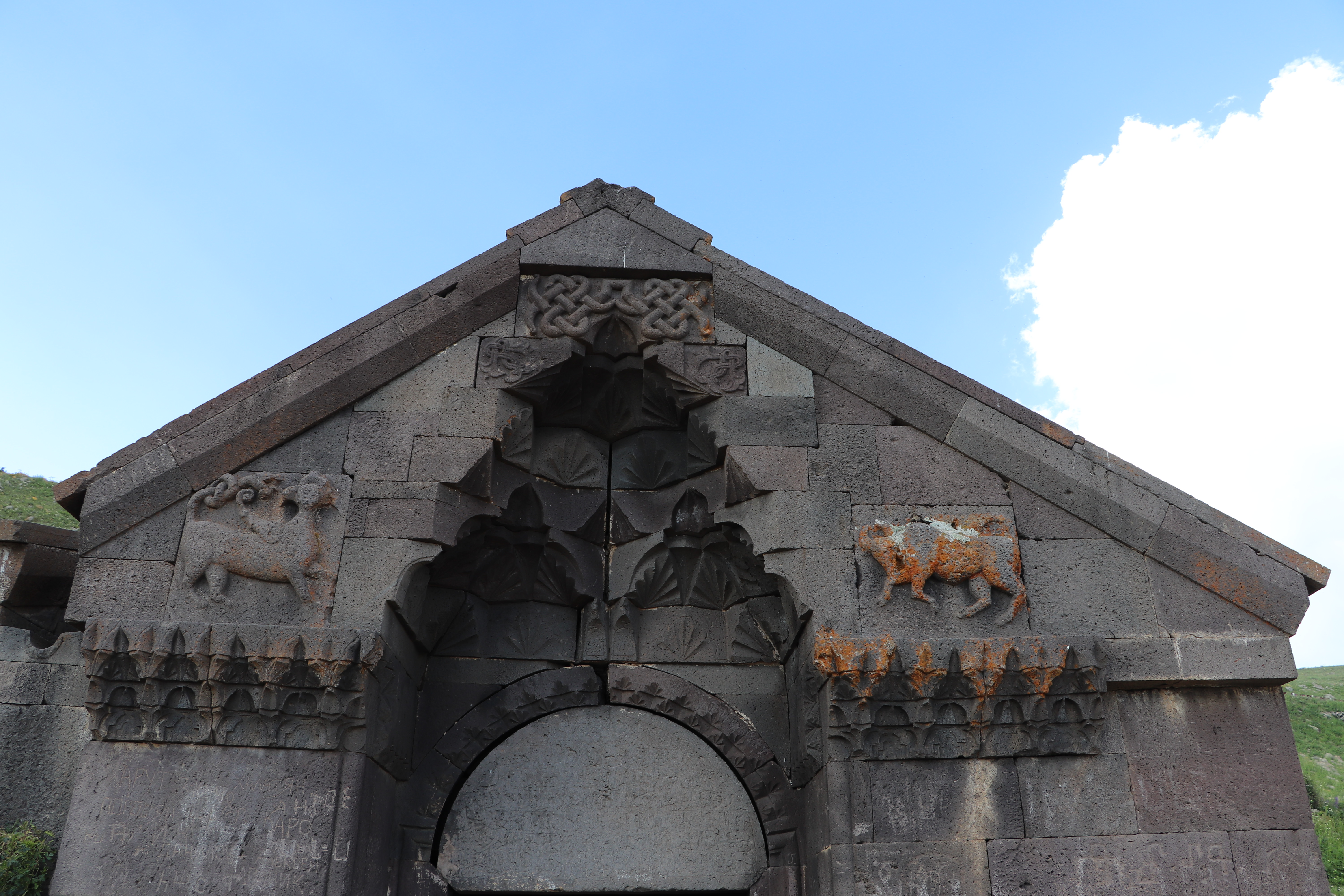
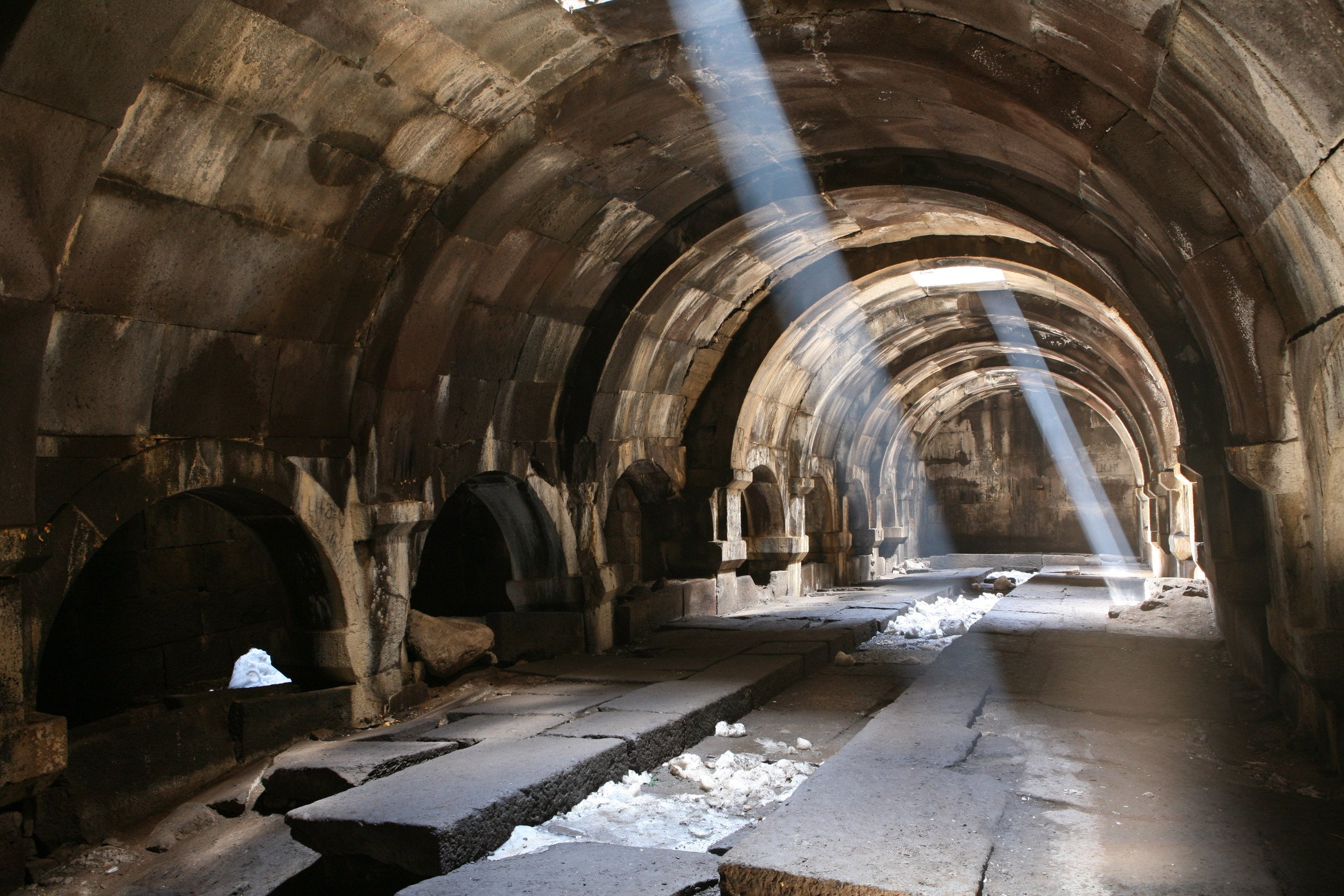
Внутри караван-сарая